# Being Boring
«Being Boring» es una canción del grupo pop británico Pet Shop Boys, la canción de apertura de su cuarto álbum, Behavior. 
Como el segundo lanzamiento del álbum, luego de «So Hard», «Being Boring» no fue particularmente exitoso después del lanzamiento, solo alcanzó el número veinte en la lista de sencillos del Reino Unido y fue el primer sencillo lanzado por el grupo que no llegó al Top 10 desde "Opportunities (Let's Make Lots of Money)", cuatro años antes. 

## Temática
La canción trata sobre la idea de crecer y cómo las percepciones y valores de las personas cambian a medida que envejecen. El título aparentemente se materializó después de que alguien en Japón acusó al dúo de ser aburrido. El título también se deriva de una cita de Zelda Fitzgerald: 

"she refused to be bored chiefly because she wasn't boring"
"ella se negó a aburrirse principalmente porque no era aburrida"

En muy alta estima por los aficionados de Pet Shop Boys, en una entrevista en 1993, Neil Tennant describió "Being Boring" como "una de las mejores canciones que hemos escrito", y explicó que 

"For me it is a personal song because it's about a friend of mine who died of AIDS, and so it's about our lives when we were teenagers and how we moved to London, and I suppose me becoming successful and him becoming ill."
"Para mí es una canción personal porque se trata de una amigo mío que murió de SIDA, por lo que se trata de nuestras vidas cuando éramos adolescentes y cómo nos mudamos a Londres, y supongo que tuve éxito y que él se enfermó"

La canción fue originalmente ensamblada en un estudio en West Glasgow, donde también se realizó la música para "My October Symphony", "The End of the World" y el inédito "Love and War".   

## Videoclip
Being Boring posee dos videoclips, el primero dirigido por el fotógrafo de moda Bruce Weber, totalmente en blanco y negro, muestra una fiesta en la casa y comienza con un nadador desnudo y un mensaje: 

"I came from Newcastle in the North of England. We used to have lots of parties where everyone got dressed up and on one party invitation was the quote 'she was never bored because she was never boring' 

The song is about growing up, the ideals that you have when you're young and how they turn out".
"Vine de Newcastle en el norte de Inglaterra. Solíamos tener muchas fiestas en las que todos se vestían y en una invitación a la fiesta se decía: "nunca se aburrió porque nunca fue aburrida". 

La canción trata sobre crecer, los ideales que tienes cuando eres joven y cómo resultan ".

## Lado B
El lado B, "We All Feel Better in the Dark" fue escrito alrededor de una pieza musical que Chris Lowe había compuesto y lo presenta como el vocalista principal. Según explica, 

"The idea came from a tape I bought from a health food shop round the corner from the studio: The Secrets of Sexual Attraction. The words are terrible. Awful. Embarrassing."
"la idea surgió de una cinta que compré en una tienda de alimentos saludables a la vuelta de la esquina del estudio: Los secretos de la atracción sexual . Las palabras son terribles. Horrible. Vergonzoso"

La pista demostró ser un favorito de los fanáticos y se realizó en vivo durante su Performance Tour en 1991. El remix 12 "incluye dos mezclas de la canción de Brothers in Rhythm.

## En directo
A pesar del moderado éxito comercial de la canción, «Being Boring» se ha interpretado regularmente en casi todas las giras, y los fanes la consideran una de las mejores y más hermosas canciones de Pet Shop Boys.
No obstante, no fue incluida en principio en el Performance Tour 1991, la gira que promocionaba el disco Behaviour (que contenía la canción), debido a varios factores, incluyendo que es difícil de cantar. Eso llevó a muchos fanes a quejarse de su omisión. El cantante Axl Rose, líder de Guns N' Roses, fue invitado al backstage en un concierto en marzo de 1991 y, al finalizar, se quejó al propio Neil Tennant de no haber tocado la canción. Como resultado, se agregó como un bis al final de la gira y la banda comentó que "invariablemente obtuvo la mejor recepción de la noche".
Desde entonces, ha formado parte de todas las giras hasta el Electric Tour 2013-15, en el que apareció de forma esporádica. En el Super Tour 2016-19 no fue incluida en ningún concierto. Se recuperó de nuevo para el Dreamworld - The Greatest Hits Live Tour de 2022.

## Listas de popularidad
| Chart (1990)                                     | Posición más alta |
| ------------------------------------------------ | ----------------- |
| Australian Singles Chart                         | 82                |
| Austrian Singles Chart                           | 30                |
| Belgian Singles Chart (Flanders)[cita requerida] | 27                |
| Canadian Singles Chart                           | 90                |
| Dutch Singles Chart                              | 66                |
| Finland (Suomen virallinen lista)                | 5                 |
| French Singles Chart[cita requerida]             | –                 |
| German Singles Chart                             | 13                |
| Italian Singles Chart                            | 10                |
| Japanese Singles Chart (Tokyo)[cita requerida]   | 4                 |
| Polish Singles Chart[cita requerida]             | 13                |
| Spain (AFYVE)                                    | 13                |
| Swedish Singles Chart                            | 16                |
| Swiss Singles Chart                              | 16                |
| UK Singles Chart                                 | 20                |
| US Billboard Dance/Club Play Songs               | 10                |

## Versiones
- La cantante australiana Merril Bainbridge incluyó una versión de la canción en su álbum debut de 1995, The Garden.
- La banda noruega de power pop Autopulver versionó la canción y la incluyó como una canción adicional en la edición especial de Benelux de su álbum de 1997, F-Words.
- El dúo synthpop sueco de Pet Shop Boys, West End Girls, grabó una versión para su álbum de 2006, Goes Petshopping.
- El cantante austríaco Bernhard Eder incluyó una versión de la canción en su álbum de 2007, "the livingroom sessions" (TRONrecords).